# Vlag van Saint Paul

Vlag van Saint Paul

De vlag van Saint Paul werd op 22 november 1932 aangenomen als de officiële vlag van de stad Saint Paul (Minnesota). Het is een horizontale driekleur in de kleuren geel-blauw-geel. Op de voorgrond staat een rood schild met verschillende aspecten van de industrie en geschiedenis van Saint Paul en onder het schild een rood lint met de tekst "SAINT PAUL" in gele letters.
De blauwe baan in de driekleur vertegenwoordigt de rivier de Mississippi, die door beide tweelingsteden Minneapolis-Saint Paul stroomt. De gele banen die het blauw omringen is het schild is verdeeld in drie delen, met een gele lijn die een gele blokhut en een gele koepel scheidt, waarbij de eerste de Kathedraal van Saint Paul van Lucien Gautier in de stad voorstelt, die in 1841 werd gebouwd en uiteindelijk de naamgever van de stad werd. De koepel symboliseert het belang van de stad als de locatie van het Capitool van de staat Minnesota. Verbonden met de lijn is een gele driehoek waarvan het onderste hoekpunt is afgesneden en vervangen door een gebogen deel. Binnen deze driehoek bevindt zich een blauw gevleugeld wiel, dat de rol van de stad als transportknooppunt voorstelt. Het rode schild symboliseert de vooruitgang en de geest van Saint Paul. Waar de twee graveringen aan de bovenkant van het schild samenkomen, staat een blauwe ster die de ster van het noorden voorstelt, een populair symbool uit Minnesota en symbolisch voor de trouw van Saint Paul aan Minnesota.
De Saint Paul Association of Commerce sponsorde een wedstrijd voor een nieuwe stadsvlag. De winnaar werd ontworpen door kunststudente Gladys Mittle van het College of Saint Catherine en werd officieel aangenomen op 22 november 1932. De eerste grote vertoning van de vlag was op 30 maart 1935, toen er duizenden vlaggen wapperden voor Saint Paul Day.